# Restenäs
Restenäs är en bebyggelse i Resteröds socken i Uddevalla kommun i Västra Götalands län. Området avgränsades före 2015 till en småort för att därefter räknas som en del av tätorten Restenäs och Ulvesund.